# كلير سلاتر
كلير سلاتر (بالإنجليزية: Claire Slater)‏ هي ممثلة بريطانية، ولدت في 4 فبراير 1984.

## وصلات خارجية
- كلير سلاتر على موقع IMDb (الإنجليزية)
- كلير سلاتر على موقع قاعدة بيانات الفيلم (الإنجليزية)